# Кейтс, Чаллен
Ча́ллен Мише́ль Кейтс (англ. Challen Michelle Cates; 28 сентября 1969, Роанок, Виргиния, США) — американская актриса

 и кинопродюсер.

## Биография и карьера
Чаллен Мишель Кейтс родилась 28 сентября 1969 года в Роаноке (штат Виргиния, США) в семье философа, фотографа и писателя Уильма Уэсли Кейтса (17.09.1939—25.03.2018) и художницы Гвен Кейтс. У неё есть сестра, Эйн Кейтс Салливан, и брат — Тревор Кейтс.
Наиболее известна по роли в фильме «Монте-Карло» и миссис Найт в телесериале «Биг Тайм Раш».
Она была исполнительным продюсером двух американских независимых фильмов «A Fare To Remember» (1998) и «The A-List» (2001). Помимо продюсирования, она также сыграла главную героиню в обоих фильмах. В 2004 году она сыграла главную роль женщины в независимом фильме «Они полюбили тебя во Франции».
С начала 2000 года Кейтс также играла второстепенную роль в нескольких американских телесериалах, включая «Сибилл», «Розанна», «Диагноз: убийство», «Миссия ясновидения», «Детектив Монк», «Мыслить как преступник», «C.S.I.: Место преступления Нью-Йорк», «Отчаянные домохозяйки» и другие. В 2007 году она участвовала в телевизионном фильме The Dukes of Hazzard: The Beginning. У неё была второстепенная роль в оригинальном телесериале Nickelodeon «Биг Тайм Раш». Кейтс также появилась в шести фильмах Big Time Rush, таких как Big Time Audition, Big Time Concert, Big Time Christmas, Big Time Beach Party, Big Time Movie и Big Time Dreams.
В «Big Time Rush» Кейтс упоминалась только как миссис Найт или «Мама Рыцарь», но в «Максах большого времени» выяснилось, что её имя было Дженнифер или Джен.
Со 2 сентября 2005 года Кейтс замужем за актёром Аароном МакФерсоном. У супругов есть двое детей — сын Колтон МакФерсон (род. 2005) и дочь Джаспер МакФерсон (род. 2008), оба, как и родители, стали актёрами.

## Избранная фильмография
| Год       |   | Русское название                    | Оригинальное название             | Роль                      |
| --------- | - | ----------------------------------- | --------------------------------- | ------------------------- |
| 1996      | с | Розанна                             | Roseanne                          | Синди Кеннер              |
| 2000      | с | Золотые крылья Пенсаколы            | Pensacola: Wings of Gold          | Джойс Стейплс             |
| 2000—2001 | с | Диагноз: убийство                   | Diagnosis: Murder                 | Лили Уилсон / Эбби Чадуэй |
| 2005      | с | Детектив Монк                       | Monk                              | Шерил Торн                |
| 2006      | с | C.S.I.: Место преступления Нью-Йорк | CSI: NY                           | Стейси Авида              |
| 2006      | с | Мыслить как преступник              | Criminal Minds                    | Доктор Джессон            |
| 2007      | с | Отчаянные домохозяйки               | Desperate Housewives              | Саманта Лэнг              |
| 2007      | с | Страсти                             | Passions                          | Доктор Джонас             |
| 2009      | с | Убежище                             | Sanctuary                         | Женщина                   |
| 2009—2013 | с | Биг Тайм Раш                        | Big Time Rush                     | Дженнифер Найт            |
| 2014      | с | Морская полиция: Спецотдел          | NCIS                              | Фэй Гуссман               |
| 2014      | ф | Миллион способов потерять голову    | A Million Ways to Die in the West | Пассажирка                |
| 2015      | с | Ночная смена                        | The Night Shift                   | Миссис Харрисон           |
| 2016      | с | Американская семейка                | Modern Family                     | Дана                      |
| 2017      | с | Миднайт, Техас                      | Midnight, Texas                   | Мелани Прэтт              |